# 1900년 하계 올림픽 육상
1900년 하계 올림픽 육상은 프랑스 파리에서 개최된 1900년 하계 올림픽의 경기 종목이다. 15개국에서 117명의 선수가 참가하였다.

## 경기장
| 도시 | 경기장              | 프랑스어      | 영어                 |
| ---- | ------------------- | ------------- | -------------------- |
| 파리 | 크루아카텔랑 경기장 | Croix-Catelan | Croix-Catelan Stadim |

## 세부 종목
1900년 하계 올림픽 육상 경기는 23개 세부 종목으로 진행되었으며, 모두 남자 경기만 진행되었다.
| - 트랙 종목 - 60m - 100m - 200m - 800m - 1500m - 110m 허들 - 200m 허들 - 400m 허들 - 2500m 장애물 - 4000m 장애물 - 5000m 단체전 | - 도로 종목 - 마라톤 | - 필드 종목 - 멀리뛰기 - 세단뛰기 - 높이뛰기 - 장대높이뛰기 - 제자리멀리뛰기 - 제자리세단뛰기 - 제자리높이뛰기 - 포환던지기 - 원반던지기 - 해머던지기 |

## 참가국
15개국에서 117명의 선수가 참가하였다.
| - 그리스 (2명) - 노르웨이 (2명) - 덴마크 (4명) - 미국 (43명) - 독일 (6명) - 보헤미아 (4명) - 스웨덴 (8명) - 영국 (9명) | - 오스트레일리아 (1명) - 오스트리아 (1명) - 이탈리아 (2명) - 인도 (1명) - 캐나다 (2명) - 프랑스 (23명) - 헝가리 (9명) |

## 메달 집계

### 최종 순위
| 순위 | 국가           | 금메달 | 은메달 | 동메달 | 합계 |
| ---- | -------------- | ------ | ------ | ------ | ---- |
| 1    | 미국           | 16     | 13     | 10     | 39   |
| 2    | 영국           | 3      | 3      | 2      | 8    |
| 3    | 프랑스         | 1      | 4      | 2      | 7    |
| 4    | 캐나다         | 1      | 0      | 1      | 2    |
| 4    | 헝가리         | 1      | 0      | 1      | 2    |
| 6    | 혼성           | 1      | 0      | 0      | 1    |
| 7    | 인도           | 0      | 2      | 0      | 2    |
| 8    | 보헤미아       | 0      | 1      | 0      | 1    |
| 9    | 오스트레일리아 | 0      | 0      | 3      | 3    |
| 10   | 노르웨이       | 0      | 0      | 1      | 1    |
| 10   | 덴마크         | 0      | 0      | 1      | 1    |
| 10   | 스웨덴         | 0      | 0      | 1      | 1    |
| 합계 | 합계           | 23     | 23     | 22     | 68   |

### 메달리스트
| 종목                  | 금 | 은                                                                                             | 동                                |
| --------------------- | --- | ---------------------------------------------------------------------------------------------- | --------------------------------- |
| 60m 자세히            | 알빈 크랜즐린 · 미국                                                                                           | 존 툭스버리 · 미국                                                                             | 스탠리 롤리 · 오스트레일리아      |
| 100m 자세히           | 프랭크 자비스 · 미국                                                                                           | 존 툭스버리 · 미국                                                                             | 스탠리 롤리 · 오스트레일리아      |
| 200m 자세히           | 존 툭스버리 · 미국                                                                                             | 노먼 프리차드 · 인도                                                                           | 스탠리 롤리 · 오스트레일리아      |
| 400m 자세히           | 맥시 롱 · 미국                                                                                                 | 윌리엄 홀랜드 · 미국                                                                           | 에른스트 슐트 · 덴마크            |
| 800m 자세히           | 알프레드 타이소 · 영국                                                                                         | 존 크리갠 · 미국                                                                               | 데이비드 홀 · 미국                |
| 1500m 자세히          | 찰스 베넷 · 영국                                                                                               | 앙리 델로주 · 프랑스                                                                           | 존 브레이 · 미국                  |
| 마라톤 자세히         | 미셸 테아토 · 프랑스                                                                                           | 에밀 샴피옹 · 프랑스                                                                           | 에른스트 파스트 · 스웨덴          |
| 110m 허들 자세히      | 알빈 크랜즐린 · 미국                                                                                           | 존 맥린 · 미국                                                                                 | 프레드릭 몰로니 · 미국            |
| 200m 허들 자세히      | 알빈 크랜즐린 · 미국                                                                                           | 노먼 프리차드 · 인도                                                                           | 존 툭스버리 · 미국                |
| 400m 허들 자세히      | 존 툭스버리 · 미국                                                                                             | 앙리 델로주 · 프랑스                                                                           | 조지 오튼 · 캐나다                |
| 2500m 장애물 자세히   | 조지 오튼 · 캐나다                                                                                             | 시드니 로빈슨 · 영국                                                                           | 자크 샤스타니에 · 프랑스          |
| 4000m 장애물 자세히   | 존 리머 · 영국                                                                                                 | 찰스 베넷 · 영국                                                                               | 시드니 로빈슨 · 영국              |
| 5000m 단체전 자세히   | 혼성 (ZZX) · 샤를 베넷 (GBR) · 스탠리 롤리 (AUS) · 시드니 로빈슨 (GBR) · 알브레드 타이소 (GBR) · 존 리머 (GBR) | 프랑스 (FRA) · 가스통 라그뇨 · 미셸 샴푸드리 · 앙드레 카스타네 · 앙리 델로주 · 자크 샤스타니에 | 없음                              |
| 멀리뛰기 자세히       | 알빈 크랜즐린 · 미국                                                                                           | 마이어 프린슈타인 · 미국                                                                       | 패트릭 리하이 · 영국              |
| 세단뛰기 자세히       | 마이어 프린슈타인 · 미국                                                                                       | 제임스 코널리 · 미국                                                                           | 루이스 셸던 · 미국                |
| 높이뛰기 자세히       | 어빙 백스터 · 미국                                                                                             | 패트릭 리하이 · 영국                                                                           | 괸츠지 라요스 · 헝가리            |
| 장대높이뛰기 자세히   | 어빙 백스터 · 미국                                                                                             | 메러디스 콜킷 · 미국                                                                           | 카를 알베르트 안데르센 · 노르웨이 |
| 제자리멀리뛰기 자세히 | 레이 유리 · 미국                                                                                               | 어빙 백스터 · 미국                                                                             | 에밀 토르셰보외프 · 프랑스        |
| 제자리세단뛰기 자세히 | 레이 유리 · 미국                                                                                               | 어빙 백스터 · 미국                                                                             | 로버트 개릿 · 미국                |
| 제자리높이뛰기 자세히 | 레이 유리 · 미국                                                                                               | 어빙 백스터 · 미국                                                                             | 루이스 셸던 · 미국                |
| 포환던지기 자세히     | 리차드 셸던 · 미국                                                                                             | 조사이어 매크라켄 · 미국                                                                       | 로버트 개릿 · 미국                |
| 원반던지기 자세히     | 바우에르 루돌프 · 헝가리                                                                                       | 프란티셱 얀다 숙 · 보헤미아                                                                    | 리차드 셸던 · 미국                |
| 해머던지기 자세히     | 존 제서스 플래니건 · 미국                                                                                      | 트럭스턴 헤어 · 미국                                                                           | 조사이어 매크라켄 · 미국          |

## 참고 자료
- 국제 올림픽 위원회 - 1900년 하계 올림픽 육상 경기 결과 (영어)
- De Wael, Herman. 《Herman's Full Olympians: "Athletics 1900"》. 2006년 2월 11일에 원본 문서에서 보존된 문서. 2006년 3월 2일에 확인함.
- Mallon, Bill (1998). 《The 1900 Olympic Games, Results for All Competitors in All Events, with Commentary》. Jefferson, North Carolina: McFarland & Company, Inc., Publishers. ISBN 0-7864-0378-0.